# يكة عقيمة
يكة عقيمة (الاسم العلمي:Yucca sterilis) هي نوع من النباتات تتبع جنس اليكة من الفصيلة الهليونية.